# Nymphon biarticulatum
Nymphon biarticulatum är en havsspindelart som först beskrevs av Hodgson, T.V. 1907.  Nymphon biarticulatum ingår i släktet Nymphon och familjen Nymphonidae. Inga underarter finns listade i Catalogue of Life.